# أبي عروة
أبي عروة قرية سعودية، في محافظة الجموم بمنطقة مكة المكرمة. تقع في شمال مكة المكرمة بمسافة تقارب ( ) كم.
هي إحدى القرى بوادي فاطمة، سميت بهذا الأسم نسبة إلى عين الماء المسماة ( عين أبي عروة ) الواقعة في الناحية الشماليه للقرية، وهذه العين معروفه بهذا الاسم منذ مئات السنين، وقد تختلط الامور للقارئ في التسمية حيث أن القرية والتي نحن بصدد الحديث عنها تقع في وادي فاطمة وتسمى ( قرية أبي عروة ) بينما هناك قرية شبيهة بالاسم تسمى ( قرية أبو عروة ) , وهذه القرية تقع في الحشرج التابعة لمحافظة تربة، هذا للتنويه والتنوير .
هي قرية يسكنها العديد من القبائل وتشكل النسبة الكبرى منهم ذو حسين الأشراف، ويسكنها أيضا العناقوة الأشراف، والمعابيد من حرب، والمصارية والمواليد.
ومن أعيان هذه القرية الشريف هيزع بن علي الحسيني وكيل إمارة مكة المكرمة المكلف سابقا، وهو من الشخصيات القيادية على مستوى وادي فاطمة وعلى مستوى منطقة مكة المكرمة، وأحد الشخصيات البارزة، والذي عين بأمر ملكي كريم بالمرتبة الخامسة عشر مدير عام المستشارين بإمارة منطقة مكة المكرمة. ومنهم أيضا الشريف عبد الله بن هاشم الحسيني الأستاذ المشارك بجامعة طيبة وامام وخطيب المسجد الجامع ومصلى العيد، والمأذون الشرعي بقرية ابي عروة وهو داعية معروف وله درس شبه يومي يلقيه في مسجده وله العديد من المحاضرات المتنوعة في المساجد والملتقيات وغيرها من التجمعات.

## موقع القرية
في منتصف المساحة التي يتكون منها وادي فاطمة تقع هذه القرية وتحديدا شمال مدينة مكة المكرمة على بعد 25 كم واداريا تتبع محافظة الجموم التابعة لإمارة منطقة مكة المكرمة بالمنطقة الغربية من المملكة العربية السعودية .